# Leichtathletik-Weltmeisterschaften 2001/5000 m der Frauen

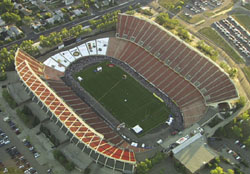
Das Commonwealth Stadium von Edmonton im Jahr 2005

Der 5000-Meter-Lauf der Frauen bei den Leichtathletik-Weltmeisterschaften 2001 wurde am 9. und 11. August 2001 im Commonwealth Stadium der kanadischen Stadt Edmonton ausgetragen.
Weltmeisterin wurde die Russin Olga Jegorowa. Nur etwa einen Monat vor diesen Weltmeisterschaften war Jegorowa positiv auf Erythropoetin (EPO) getestet worden. Sie erhielt eine Sperre von zwei Jahren, durfte jedoch weiter an Wettkämpfen teilnehmen, weil der Test aus formalen Gründen juristisch nicht gewertet werden konnte. Im Jahr 2008 ging Jegorowa den Doping-Fahndern zusammen mit sechs weiteren russischen Sportlern erneut ins Netz und erhielt eine nun tatsächlich umgesetzte zweijährige Sperre.

Die Spanierin Marta Domínguez gewann die Silbermedaille. Auch sie war acht Jahre später in eine Dopingaffäre verwickelt, von der ihr Resultat hier in Edmonton allerdings nicht betroffen war. Es ging um ihre zwischen dem 5. August 2009 und dem 4. Januar 2013 erzielten Resultate, die allesamt annulliert wurden.

Wie bei den Weltmeisterschaften vor zwei Jahren in Sevilla kam die Äthiopierin Ayelech Worku auf den dritten Platz.

## Bestehende Rekorde
| Weltrekord | 14:28,09 min | Jiang Bo       | Shanghai, Volksrepublik China | 23. Oktober 1997 |
| WM-Rekord  | 14:41,82 min | Gabriela Szabo | WM 1999 in Sevilla, Spanien   | 27. August 1999  |

Der bestehende WM-Rekord wurde bei diesen Weltmeisterschaften nicht eingestellt und nicht verbessert.

## Vorrunde
Die Vorrunde wurde in zwei Läufen durchgeführt. Die ersten fünf Athletinnen pro Lauf – hellblau unterlegt – sowie die darüber hinaus fünf zeitschnellsten Läuferinnen – hellgrün unterlegt – qualifizierten sich für das Finale.

### Vorlauf 1
9. August 2001, 21:55 Uhr
| Platz | Name               | Nation         | Zeit (min)                    |
| ----- | ------------------ | -------------- | ----------------------------- |
| 1     | Marta Domínguez    | Spanien        | 15:15,81                      |
| 2     | Olga Jegorowa      | Russland       | 15:15,85                      |
| 3     | Tatjana Tomaschowa | Russland       | 15:15,95                      |
| 4     | Gabriela Szabo     | Rumänien       | 15:16,02                      |
| 5     | Edith Masai        | Kenia          | 15:16,13                      |
| 6     | Ayelech Worku      | Äthiopien      | 15:16,18                      |
| 7     | Kathy Butler       | Großbritannien | 15:20,78                      |
| 8     | Elvan Abeylegesse  | Türkei         | 15:22,89                      |
| 9     | Marla Runyan       | USA            | 15:24,30                      |
| 10    | Breda Dennehy      | Irland         | 15:26,97                      |
| 11    | Werknesh Kidane    | Äthiopien      | 15:29,96                      |
| 12    | Restituta Joseph   | Tansania       | 15:33,93                      |
| 13    | Susanne Pumper     | Österreich     | 15:41,25                      |
| 14    | Courtney Babcock   | Kanada         | 15:46,72                      |
| 15    | Amy Rudolph        | USA            | 15:46,77                      |
| 16    | Hayley Yelling     | Großbritannien | 15:59,39                      |
| 17    | Mónica Rosa        | Portugal       | 16:04,62                      |
| 18    | Una English        | Irland         | 16:26,15                      |
| 19    | Nebiat Habtemariam | Eritrea        | 16:37,57                      |
| DNF   | Zhor El Kamch      | Marokko        |                               |
| DNF   | Daniela Jordanowa  | Bulgarien      |                               |
| DSQ   | Nasria Azaïdj      | Algerien       | IAAF Rule 163.2 – Behinderung |

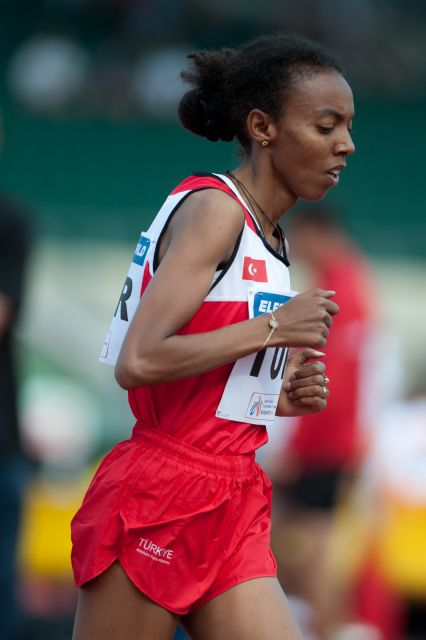
Elvan Abeylegesse – Rang acht im ersten Vorlauf und damit nicht im Finale

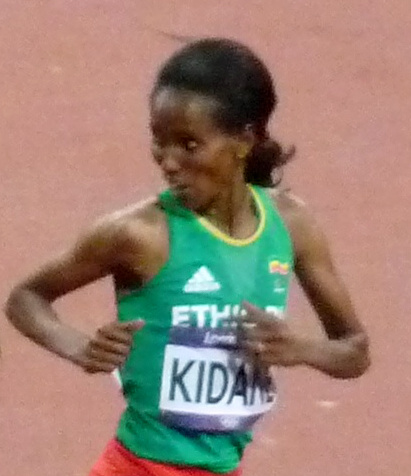
Werknesh Kidane – als Elfte ihres Vorlaufs ausgeschieden

In der Vorrunde im ersten Vorlauf ausgeschiedene Läuferinnen:

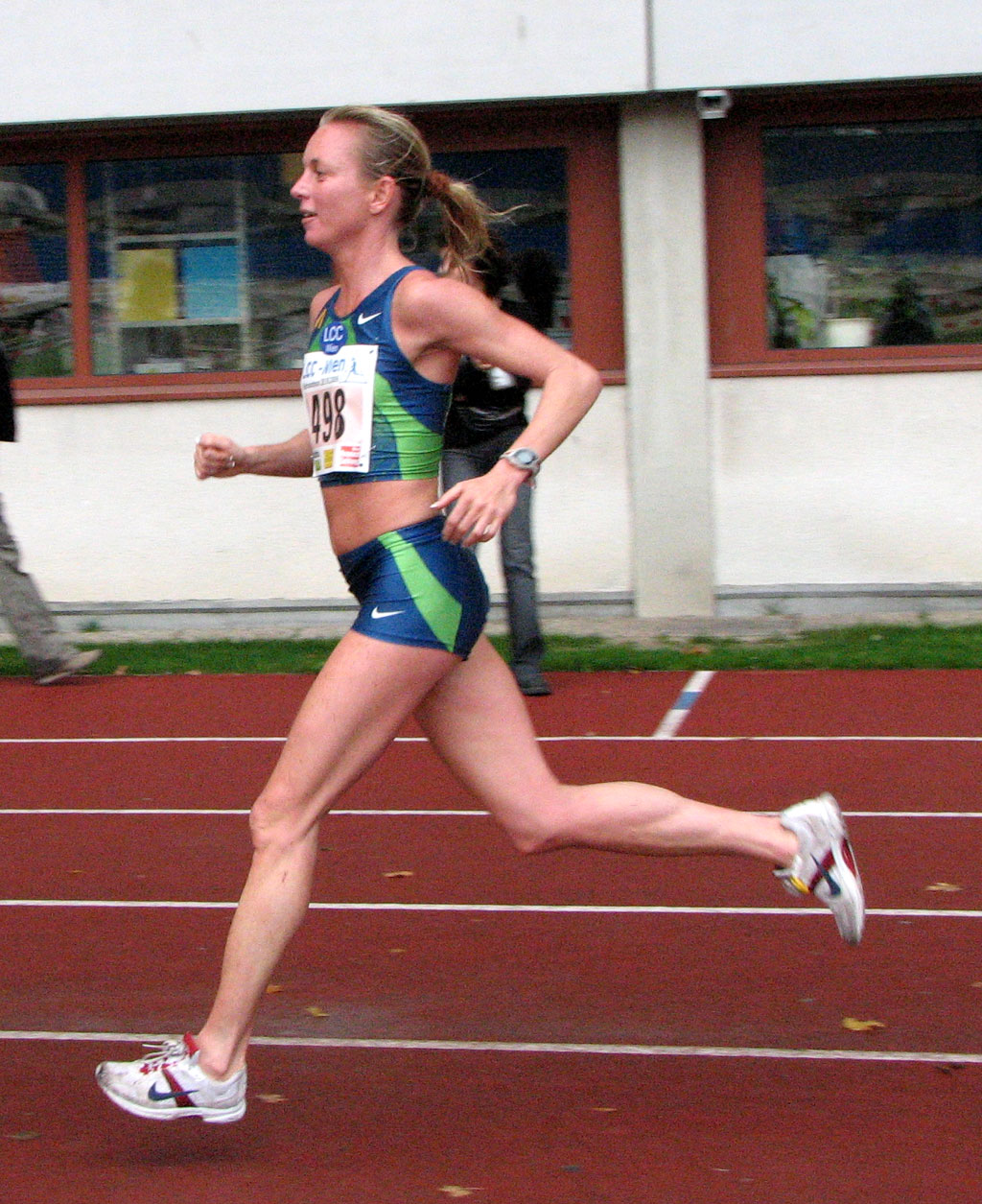
Susanne Pumper Rang dreizehn in 15:41,25 min
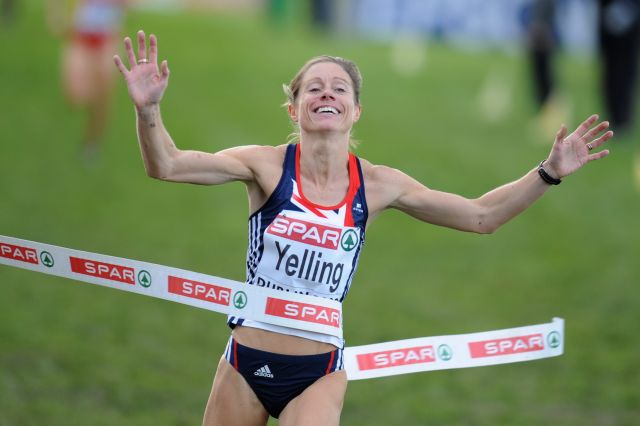
Hayley Yelling Rang sechzehn in 15:59,39 min
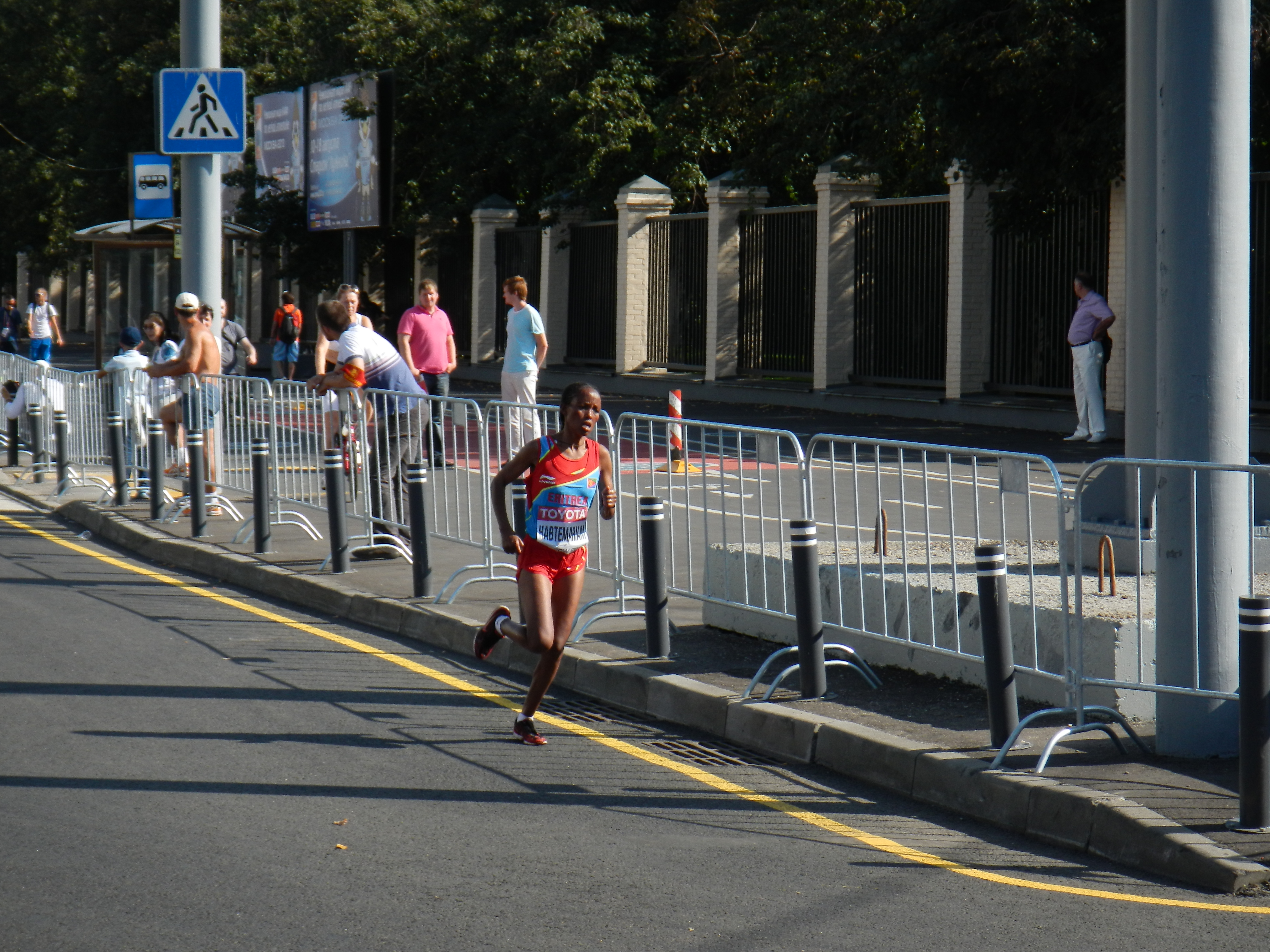
Nebiat Habtemariam Rang neunzehn in 16:37,57 min
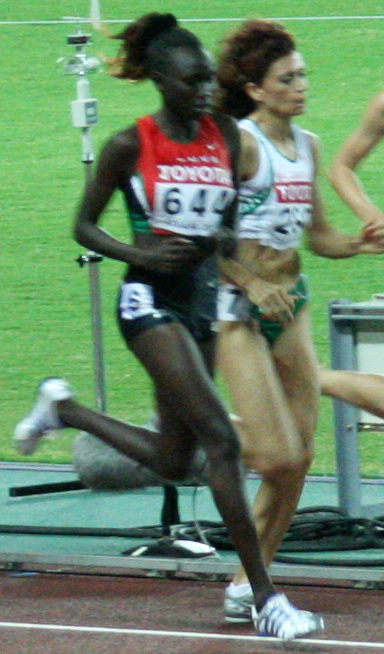
Daniela Jordanowa (weißes Trikot) Rennen nicht beendet

### Vorlauf 2

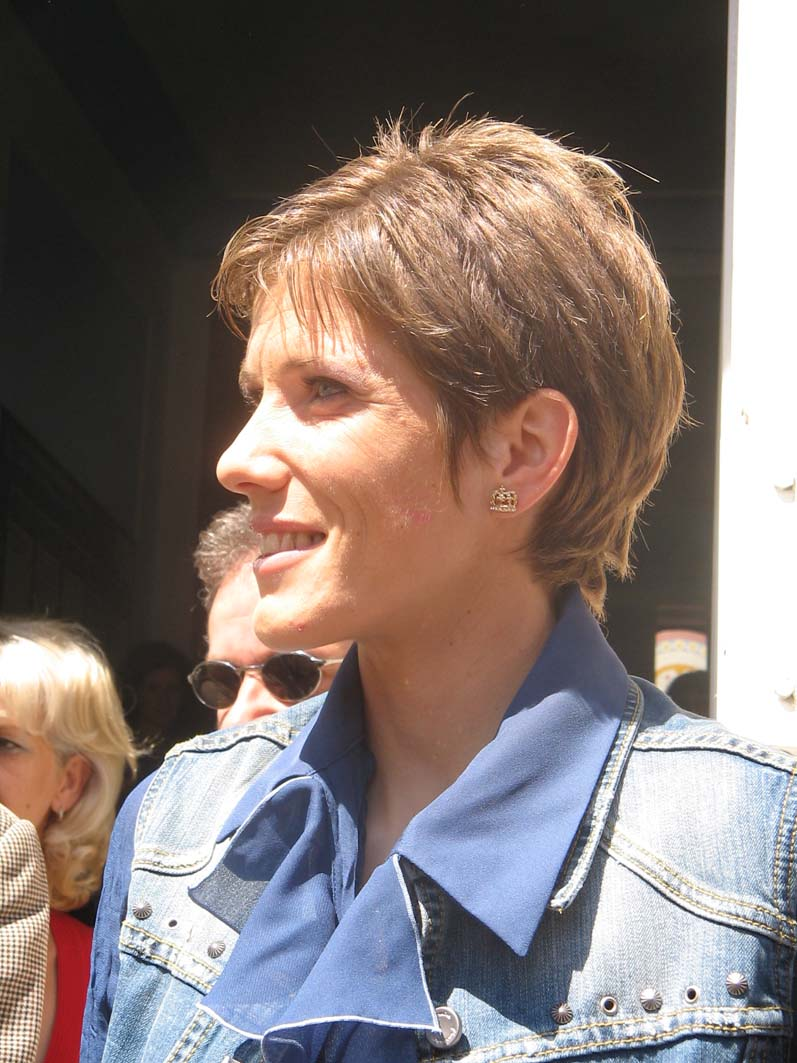
Olivera Jevtić schied als Vierzehnte ihres Vorlaufs aus

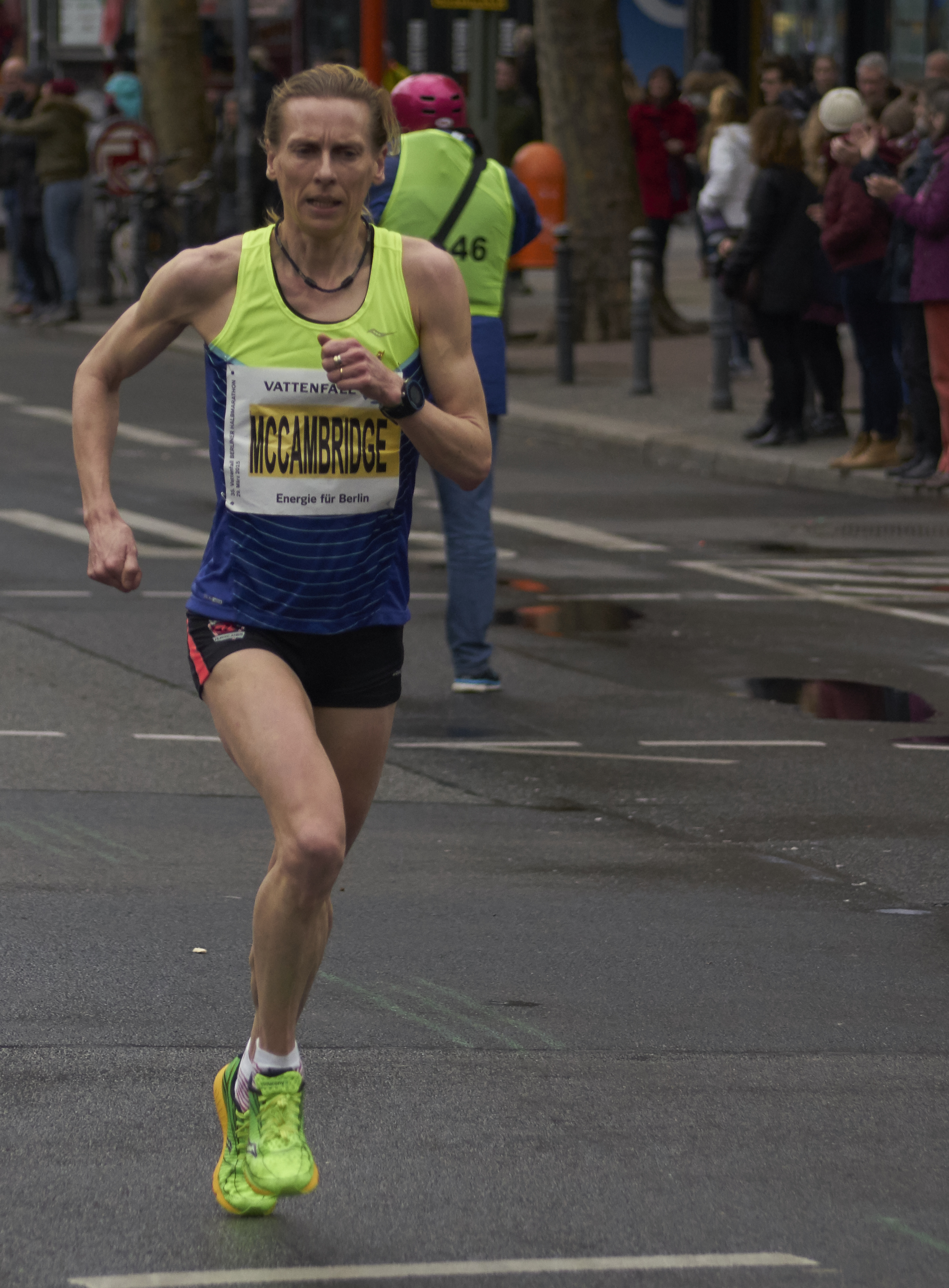
Maria McCambridge (hier beim Berlin-Marathon 2015) erreichte als Siebzehnte ihres Vorlaufs nicht das Finale

9. August 2001, 22:22 Uhr
| Platz | Name                  | Nation              | Zeit (min) |
| ----- | --------------------- | ------------------- | ---------- |
| 1     | Dong Yanmei           | Volksrepublik China | 15:09,44   |
| 2     | Joanne Pavey          | Großbritannien      | 15:10,62   |
| 3     | Jelena Sadoroschnaja  | Russland            | 15:10,63   |
| 4     | Rose Cheruiyot        | Kenia               | 15:12,04   |
| 5     | Irina Mikitenko       | Deutschland         | 15:12,63   |
| 6     | Merima Denboba        | Äthiopien           | 15:14,76   |
| 7     | Benita Willis         | Australien          | 15:17,93   |
| 8     | Teresa Recio          | Spanien             | 15:19,81   |
| 9     | Fatima Yvelain        | Frankreich          | 15:20,16   |
| 10    | Haruko Okamoto        | Japan               | 15:23,93   |
| 11    | Elva Dryer            | USA                 | 15:26,04   |
| 12    | Beatriz Santiago      | Spanien             | 15:26,55   |
| 13    | Dulce María Rodríguez | Mexiko              | 15:27,34   |
| 14    | Olivera Jevtić        | BR Jugoslawien      | 15:29,61   |
| 15    | Inga Juodeškiené      | Litauen             | 15:48,13   |
| 16    | Gunhild Haugen        | Norwegen            | 15:54,56   |
| 17    | Maria McCambridge     | Irland              | 16:04,49   |
| 18    | Chan Man-Yee          | Hongkong            | 16:16,06   |
| 19    | Catherine Chikwakwa   | Malawi              | 16:36,85   |
| DNF   | Wesam Abubkheet       | Palästina           |            |
| DNS   | Hrisostomía Iakóvou   | Griechenland        |            |

## Finale

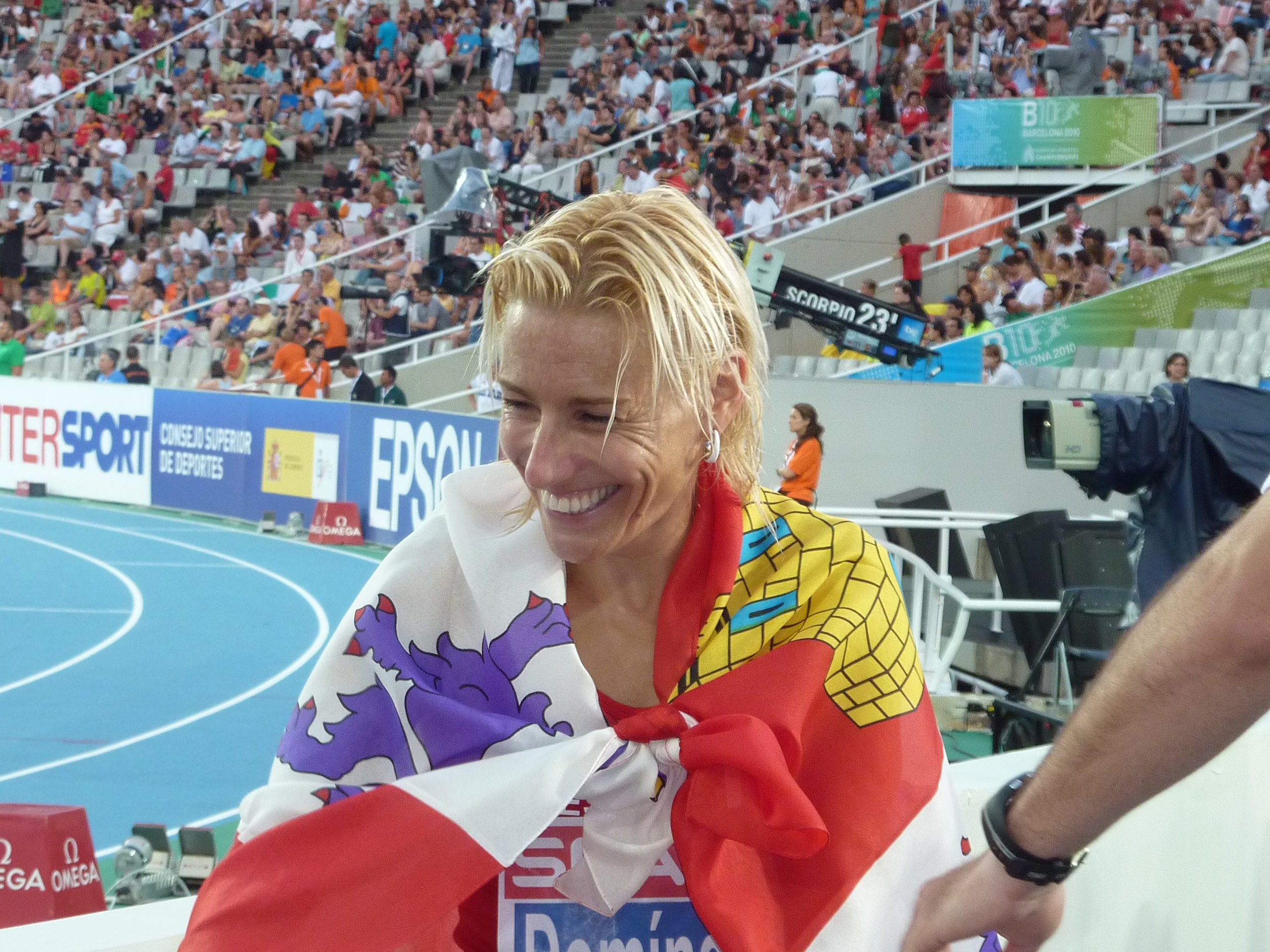
Vizeweltmeisterin Marta Domínguez

11. August 2001, 17:15 Uhr
| Platz | Name                 | Nation              | Zeit (min) |
| ----- | -------------------- | ------------------- | ---------- |
| 1     | Olga Jegorowa        | Russland            | 15:03,39   |
| 2     | Marta Domínguez      | Spanien             | 15:06,59   |
| 3     | Ayelech Worku        | Äthiopien           | 15:10,17   |
| 4     | Dong Yanmei          | Volksrepublik China | 15:10,73   |
| 5     | Irina Mikitenko      | Deutschland         | 15:13,93   |
| 6     | Jelena Sadoroschnaja | Russland            | 15:16,15   |
| 7     | Edith Masai          | Kenia               | 15:17,67   |
| 8     | Gabriela Szabo       | Rumänien            | 15:19,55   |
| 9     | Rose Cheruiyot       | Kenia               | 15:23,18   |
| 10    | Tatjana Tomaschowa   | Russland            | 15:23,83   |
| 11    | Joanne Pavey         | Großbritannien      | 15:28,41   |
| 12    | Benita Willis        | Australien          | 15:36,75   |
| 13    | Merima Denboba       | Äthiopien           | 15:41,09   |
| 14    | Fatima Yvelain       | Frankreich          | 15:53,52   |
| 15    | Teresa Recio         | Spanien             | 15:57,32   |

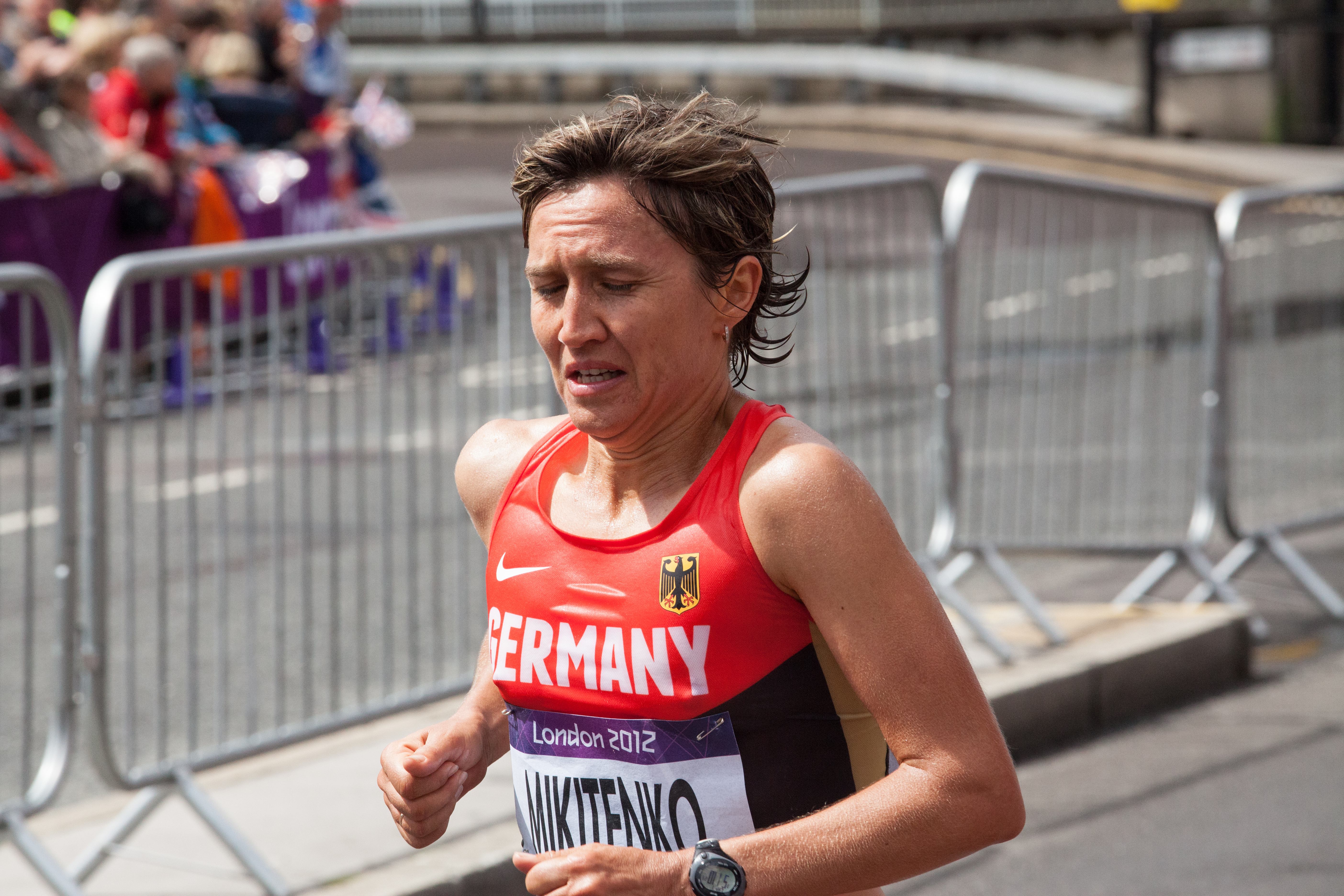
Irina Mikitenko (hier beim olympischen Marathonlauf 2012) belegte Rang fünf
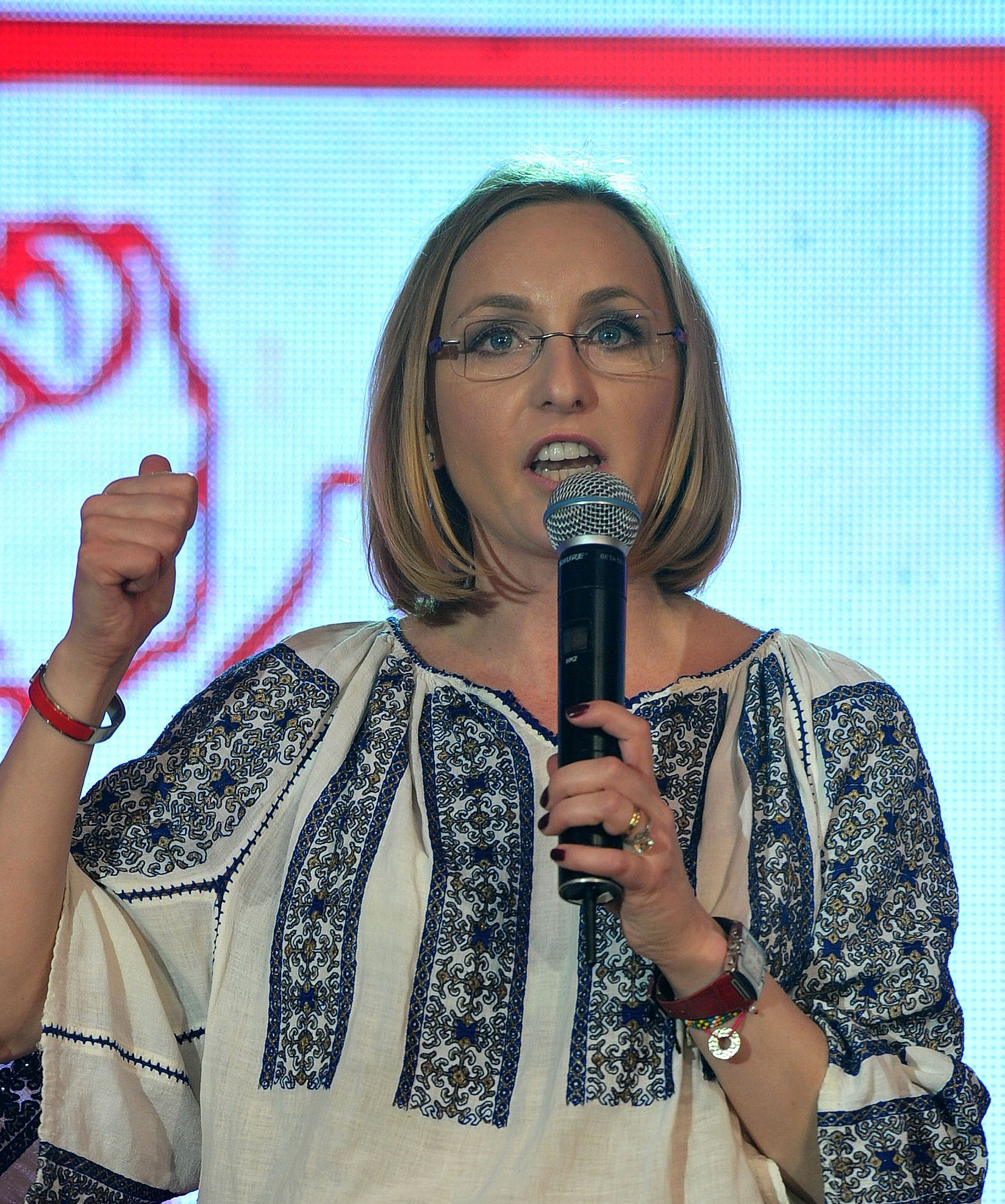
Titelverteidigerin Gabriela Szabo (Foto; 2012) erreichte nach ihrem Sieg über 1500 Meter vier Tage zuvor nur Platz acht
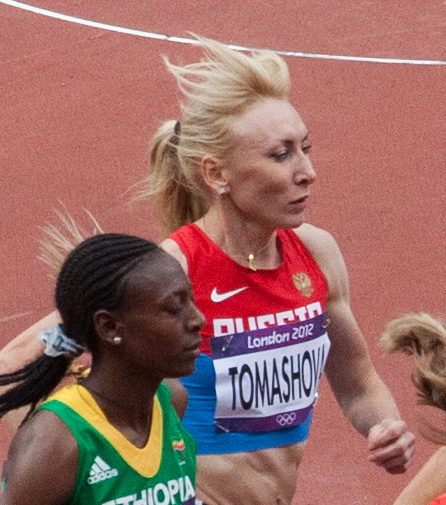
Die zehntplatzierte Tatjana Tomaschowa (hier im 1500-Meter-Vorlauf der Olympischen Spiele 2012)

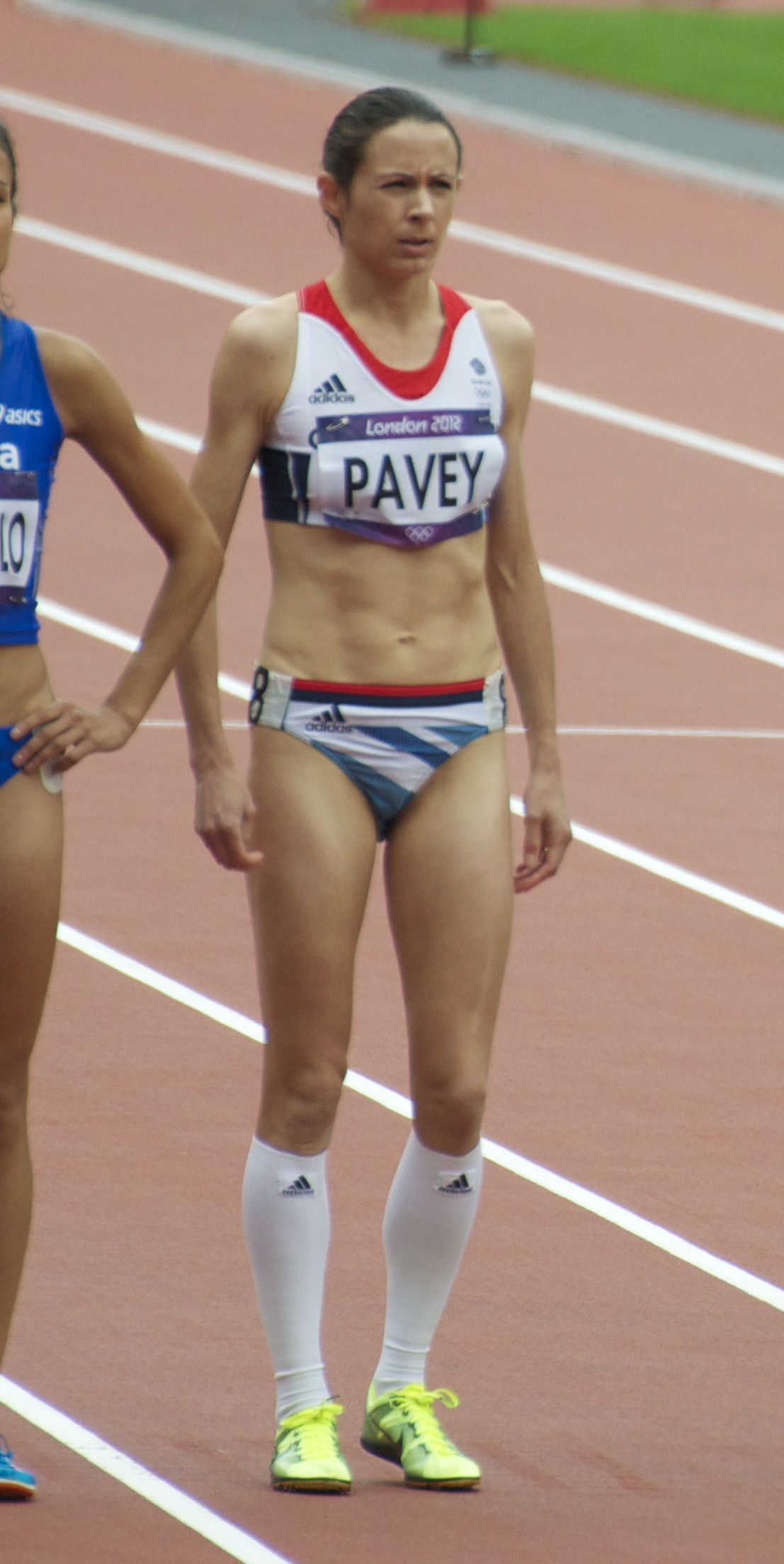
Joanne Pavey Tomaschowa (hier beim Start zum 5000-Meter-Finale der Olympischen Spiele 2012) wurde Elfte
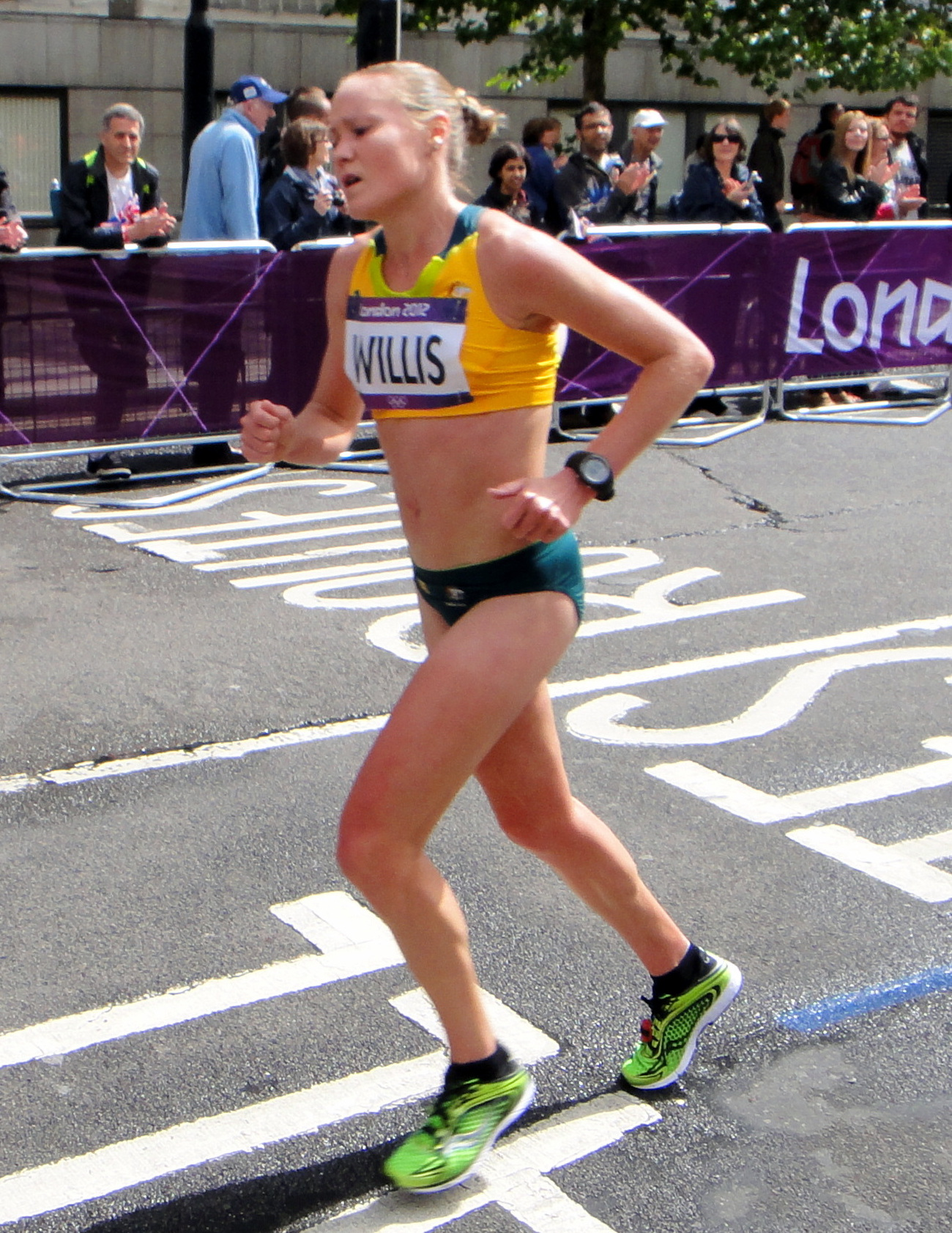
Benita Willis (hier beim London-Marathon 2012) kam auf den zwölften Platz